# Santuario della Madonna del Pozzo (Empoli)
Il santuario della Madonna del Pozzo, detto anche localmente santuario della Madonna di "fuori" per la posizione che la collocava esternamente al circuito difensivo delle mura, è un luogo di culto cattolico che si trova ad Empoli, nella città metropolitana di Firenze, nel territorio dell'arcidiocesi di Firenze.

## Storia
Sul posto, esisteva un albergo nella zona detta Campaccio, che fu trasformato in ospizio per pellegrini dalla Compagnia di Sant'Andrea a partire dal 1441 e probabilmente in questo periodo, in un tabernacolo presso un pozzo, fu fatto dipingere un affresco raffigurante la Madonna con il Bambino i Santi Jacopo ed Antonio Abate. L'immagine mariana cominciò ad essere ritenuta miracolosa poiché rimase miracolosamente illesa nel 1523 in occasione di un incendio. 
A seguito di ciò e crescendo la devozione popolare, tra il 1527 e il 1528 venne edificato un primo semplice oratorio a protezione dell'immagine venerata, ricordato nella rappresentazione dell'assedio di Empoli dipinta da Giovanni Stradano sotto la supervisione del Vasari in  Palazzo Vecchio.
L'aula rettangolare primigenia vide la costruzione di una tribuna ottagonale in laterizio tra 1610 e il 1613 su progetto di Gherardo Mechini e dell'empolese Andrea Bonistalli, detto Il Fracassa, nonché del loggiato che cinge l'edificio su tre fronti raccordato alla tribuna ottagonale terminale.
Nel 1792 venne aggiunta la torre campanaria.

## Descrizione

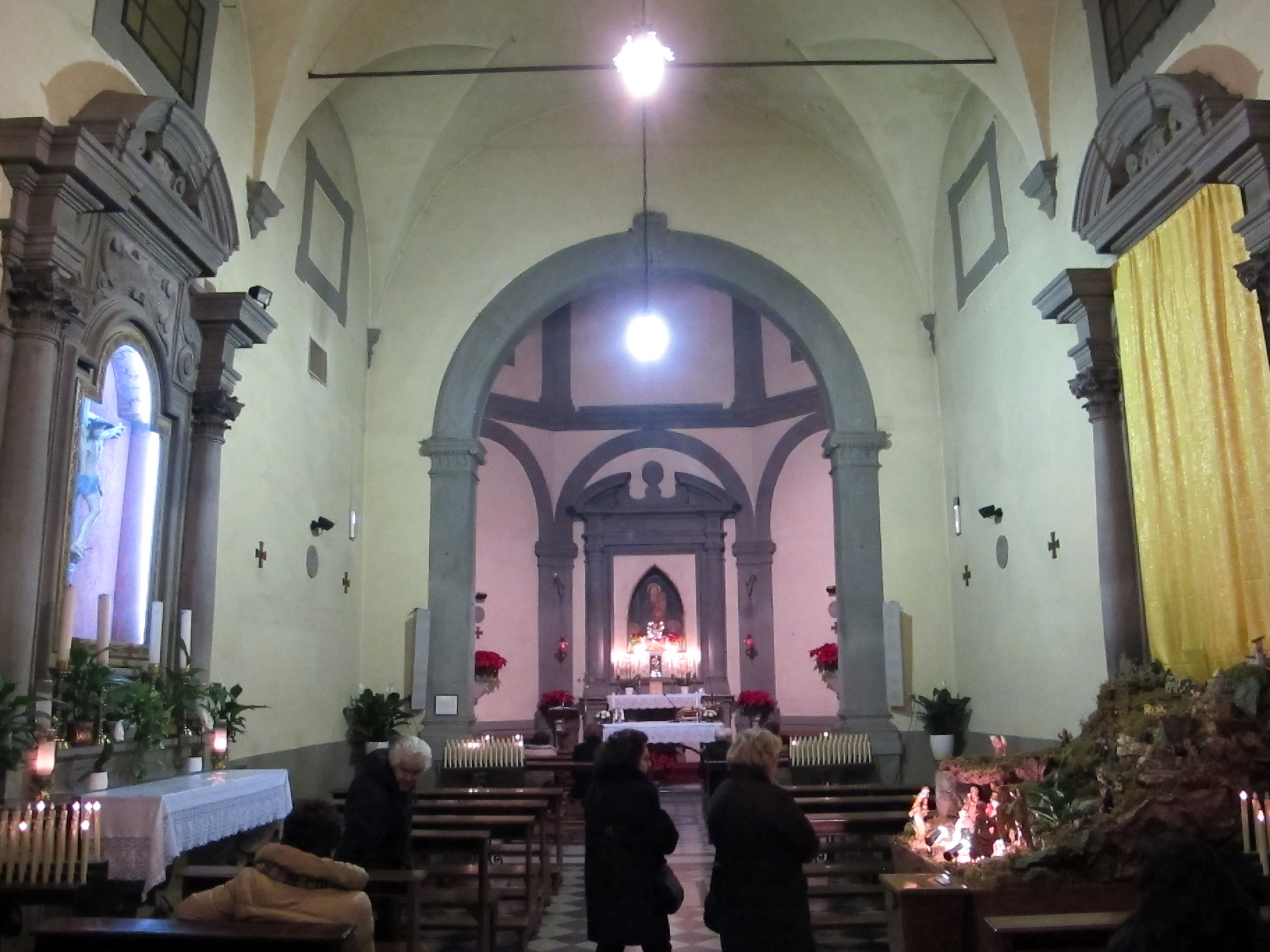
Interno

La chiesa è circondata su tre lati da un portico. Esso, coperto con volte a crociera, è sorretto da colonne tuscaniche e presenta cinque arcate sia nella parte anteriore, sia nei due lati. La facciata della chiesa è a capanna con, alla base, sotto il portico, il portale con ai lati due finestre rettangolari. Al di sopra del portico, vi è un oculo circolare.
All'interno, la chiesa è a navata unica coperta con volta a botte lunettata, terminante con la tribuna seicentesca. Sulla cantoria lignea in controfacciata si trova l'organo a canne. A metà della navata, vi sono i due altari laterali, con ancona formata da due colonne corinzie che sorreggono un frontone. 
La tribuna, a pianta ottagonale, è adibita a presbiterio ed è illuminata da quattro finestre con ricca cornice in pietra. Sopra l'altare maggiore, vi è l'affresco quattrocentesco, piuttosto compromesso, della Madonna con il Bambino in trono e i Santi Jacopo ed Antonio Abate, attribuibile a Stefano d'Antonio Vanni e databile al 1445 circa.